# Antiga Kelod
Antiga Kelod is een bestuurslaag in het regentschap Karangasem van de provincie Bali, Indonesië. Antiga Kelod telt 4332 inwoners (volkstelling 2010).